# 고스트 스나이퍼
《고스트 스나이퍼》(러시아어: Красный призрак)는 2020년 공개한 러시아의 액션, 전쟁 영화이다.

## 출연진

### 주연
- 블라디미르 코스츠킨 - 데드 역

### 조연
- 알렉세이 셰브첸코프 - 붉은 유령 역

## 수상
- 2020년 제42회 모스크바 국제 영화제 후보 브릭스